# Gmina Askola
Askola – gmina w Finlandii, położona w południowej części kraju, należąca do regionu Uusimaa.
W skład gminy wchodzi:
- 12 wsi: Askola, Huuvari, Juornaankylä, Korttia, Monninkylä, Nalkkila, Nietoo, Puhar-Onkimaa, Särkijärvi, Tiilää, Vahijärvi, Vakkola.